# 卢皮年-奥尔蒂利亚
卢皮年-奥尔蒂利亚，是西班牙阿拉贡自治区韦斯卡省的一个市镇。总面积110平方公里，总人口343人（2001年），人口密度3人/平方公里。